# Nikola Kuveljić
Nikola Kuveljić (in serbo Никола Кувељић?; Belgrado, 6 aprile 1997) è un calciatore serbo, centrocampista dello Spartak Subotica.

## Carriera
Ha giocato nella massima serie serba con il Javor Ivanjica e nella massima serie polacca con il Wisła Cracovia.

## Statistiche

### Presenze e reti nei club
Statistiche aggiornate al 19 febbraio 2021.
| Stagione              | Squadra               | Campionato            | Campionato | Campionato | Coppe nazionali | Coppe nazionali | Coppe nazionali | Coppe continentali | Coppe continentali | Coppe continentali | Altre coppe | Altre coppe | Altre coppe | Totale | Totale |
| Stagione              | Squadra               | Comp                  | Pres       | Reti       | Comp            | Pres            | Reti            | Comp               | Pres               | Reti               | Comp        | Pres        | Reti        | Pres   | Reti   |
| --------------------- | --------------------- | --------------------- | ---------- | ---------- | --------------- | --------------- | --------------- | ------------------ | ------------------ | ------------------ | ----------- | ----------- | ----------- | ------ | ------ |
| 2018-2019             | Javor Ivanjica        | 1L                    | 18         | 0          | CS              | 2               | 0               |                    | -                  | -                  |             | -           | -           | 20     | 0      |
| 2019-gen. 2020        | Javor Ivanjica        | SL                    | 18         | 3          | CS              | 0               | 0               |                    | -                  | -                  |             | -           | -           | 18     | 3      |
| Totale Javor Ivanjica | Totale Javor Ivanjica | Totale Javor Ivanjica | 36         | 3          |                 | 2               | 0               |                    | -                  | -                  |             | -           | -           | 38     | 3      |
| gen.-lug. 2020        | Wisła Cracovia        | EK                    | 12         | 0          | CP              | 0               | 0               |                    | -                  | -                  |             | -           | -           | 12     | 0      |
| 2020-2021             | Wisła Cracovia        | EK                    | 7          | 0          | CP              | 0               | 0               |                    | -                  | -                  |             | -           | -           | 7      | 0      |
| Totale Wisła Cracovia | Totale Wisła Cracovia | Totale Wisła Cracovia | 19         | 0          |                 | 0               | 0               |                    | -                  | -                  |             | -           | -           | 19     | 0      |
| Totale carriera       | Totale carriera       | Totale carriera       | 55         | 3          |                 | 2               | 0               |                    | -                  | -                  |             | -           | -           | 57     | 3      |